# Gustaf Ekman (1852–1930)

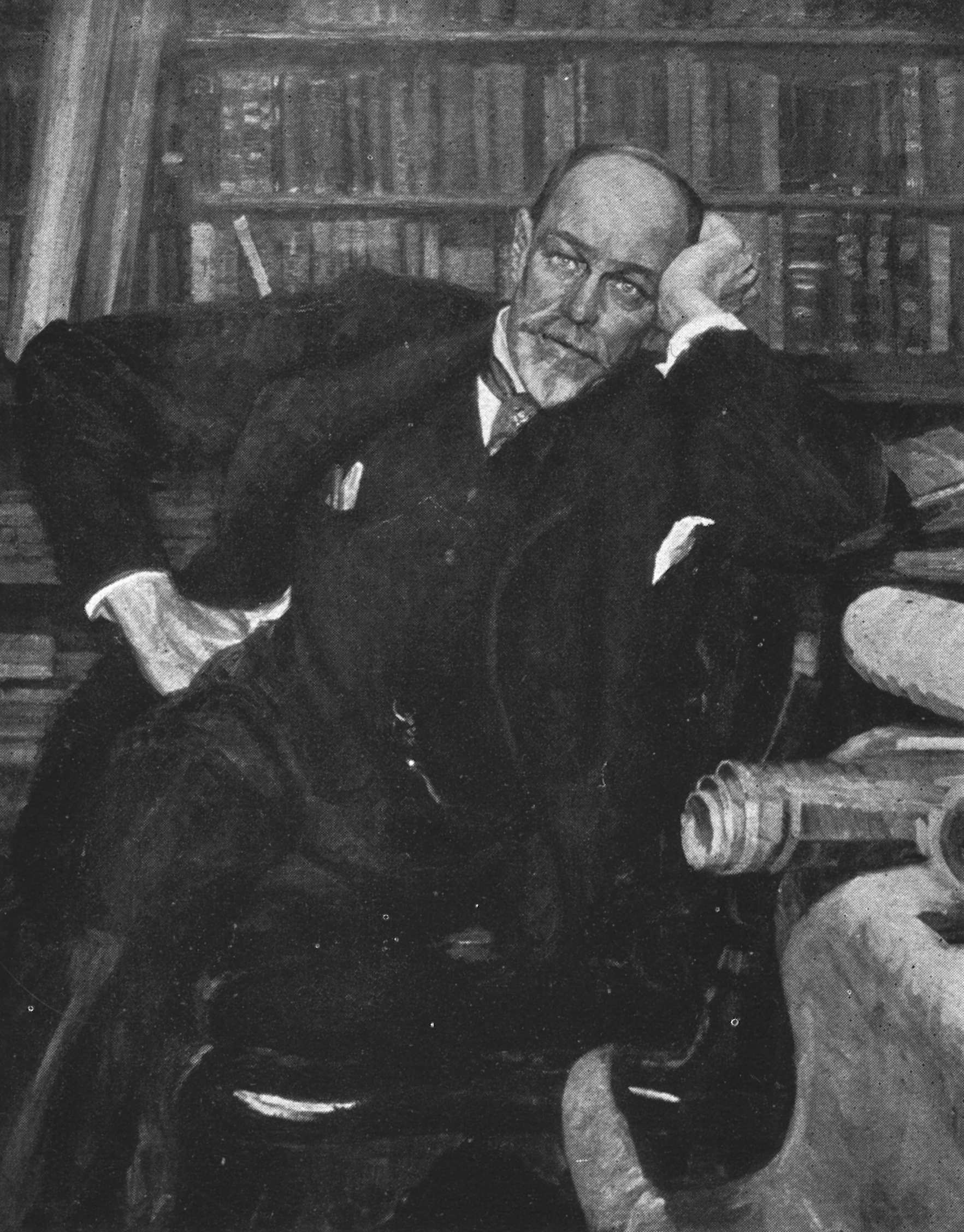
Gustaf Ekman porträtterad av Richard Bergh 1912.

Fredrik Gustaf Ekman, född den 29 augusti 1852 i Stockholm, död den 26 februari 1930 i Göteborg, var en svensk kemist, hydrograf och industriman. 

## Biografi
Ekman studerade vid Göteborgs realgymnasium 1866-70, vid Chalmerska institutet 1870-72 och vid Remigius Fresenius laboratorium i Wiesbaden (analytisk kemi) 1873-74. Han var amanuens vid kemiska laboratoriet vid Uppsala universitet 1877-78, deltog i undersökningen av havsströmmar i Kattegatt, Skagerack och Öresund 1876, i Vetenskapsakademiens Östersjöexpedition 1877 samt i vinterexpeditioner i Skagerack och Kattegatt 1878 och 1879. 
Gustaf Ekman var en betydelsefull person för svensk havsforskning i början av 1900-talet. Han arbetade tätt tillsammans med Otto Pettersson och var med och grundade Bornö hydrografiska fältstation samt gjorde egna vetenskapliga arbeten. Han blev 1907 den första hedersdoktorn vid Göteborgs högskola (numera Göteborgs universitet). Den 15 maj 1914 donerade han 100 000 kronor till inrättande av en oceanografisk institution vid högskolan, samt medel för undervisning.
Ekman blev 1880 teknisk chef för D. Carnegie & Co AB (nuvarande Carnegie Investment Bank), och avancerade 1899 till verkställande direktör i samma bolag. Gustaf Ekman fick ett avgörande inflytande på Carnegiebolagets engagemang i den skånska och svenska betsockerindustrien, genom dess starke man Carl Tranchell. Efter Oscar Ekmans död 1907 bildades för portertillverkningen ett särskilt bolag, Porterbryggeri AB D. Carnegie & Co - från 1938 dotterbolag till AB Pripp & Lyckholm. Sockerverksamheten såldes 1907 till Svenska Sockerfabriks AB. Chefskapet för sockerbruket i Göteborg övertogs av Gustaf Ekman. Han kvarstod som direktör för sockerbruket intill sin död 1930. Från 1907 var Ekman ordförande i styrelsen för det då nybildade Svenska Sockerfabriks AB, för vilkets bildande han spelade en avgörande roll. Genom det så kallade Malmökontraktet den 27 augusti 1900 lades grunden till det fusionsarbete, som kom att bli Svenska Sockerfabriks AB. Han var dessutom initiativtagare till Trelleborgs Sockerfabriks AB 1887, samt ledamot av styrelsen för Jordberga Sockerfabrik från 1890, Hököpinge Råsockerfabrik från 1891 samt Sockerfabriks AB Union från 1897. 
Han var dessutom styrelseledamot i flera av landets största bank- och industriföretag, såsom ledamot av styrelsen för Skandinaviska Kredit AB 1909-30, AB Svenska Kullagerfabriken, Fastighets AB D. Carnegie & Co., Sjöförsäkrings AB Gauthiod, AB Bofors, AB Bofors Nobelkrut och AB Kväveindustri samt huvudman i Göteborg Sparbank 1925-30.  
Ekman köpte vid sekelskiftet 1900 Råda säteri, tio kilometer utanför Göteborg, där familjen främst tillbringade somrarna. Albert Einstein besökte Ekman på säteriet i samband med Nobelprisutdelningen 1923. I Göteborg bodde familjen från 1916 i det så kallade Chalmerska huset vid Södra Hamngatan 11, fram till Ekmans död 1930 då Skandinaviska Kredit AB tog över fastigheten (man hade redan 1864 varit inhyrda i en mindre lokal i huset).
"Gustaf Ekman var en man med rörligt intellekt och utpräglad viljestyrka, och han genomförde med lugn och konsekvens de beslut han fattat".

## Göteborgs högskola
Ekman var donator till Göteborgs högskola, bland annat genom att 1915 upprätta en donationsfond på 100 000 kronor (cirka 3,6 miljoner i 2007 års penningvärde), för inrättandet av en oceanografisk institution och för undervisning i ämnet oceanografi. Den årliga räntan skulle användas dels till avlöning åt en docent och dels till den löpande driften av institutionen.

## Uppdrag i urval
Ekman var ledamot av Göteborgs stadsfullmäktige 1899-1910, ledamot i hälsovårdsnämnden 1897-1902, ledamot i styrelsen för Renströmska badanstalten i Majorna 1892-93 och 1896-97, av folkskolestyrelsen 1898-99, av styrelsen för Majornas sjukhus 1898-1909, av styrelsen för Majornas elementarläroverk för flickor 1899-1905, av styrelsen för Göteborgs högskola 1901-30, varav som kassaförvaltare 1908-30 och vice ordförande 1928-30, av styrelsen för Allmänna och Sahlgrenska sjukhuset 1906-07, av styrelsen för AB Göteborgs Frihamn 1908-13 samt för Västra begravningsplatsen.
Gustaf Ekman var ledamot av styrelsen för Statens meteorologiskhydrografiska anstalt 1918-30 och av styrelsen för Sveriges industriförbund, och vidare medlem av Svenska Hydrografisk-Biologiska kommissionen 1894 och av internationella rådet för havsforskning 1902.
Han var ledamot av Kungliga Vetenskaps- och Vitterhetssamhället i Göteborg (1900), av Ingenjörsvetenskapsakademien (1919), där han blev preses, av Kungliga Fysiografiska Sällskapet i Lund och av Kungliga Vetenskapsakademien (1926).

## Familj
Gustaf Ekman var son till kommendörkapten Jakob Emil Ekman (1815-1900) och friherrinnan Sophia Kurck (1823-1907). Han tillhörde släkten Ekman från Göteborg.
Han gifte sig den 4 januari 1885 i Växjö med Gerda Elisabet Gödecke (1861-1927), dotter till disponent August Gödecke och Anna Fredrika Gödecke, född Bohlin. Barn: Ingegärd (född 1885), Signhild (född 1887), Håkan (1889-1961), Leif (1893-1967), Sigurd (född 1894), Astrid (född 1901), samtliga födda i Carl Johans församling i Göteborg. Dottern Astrid gifte sig 1931 med filosofen Åke Petzäll.